# Бреме
Бреме (італ. Breme) — муніципалітет в Італії, у регіоні Ломбардія,  провінція Павія.
Бреме розташоване на відстані близько 480 км на північний захід від Рима, 60 км на південний захід від Мілана, 45 км на захід від Павії.
Населення — 806 осіб (2014).

## Демографія
Населення за роками:

Станом на 1 січня 2023 року в муніципалітеті офіційно проживало 65 іноземців з 14 країн, серед них 37 громадян країн Євросоюзу та 1 громадянин України.

## Сусідні муніципалітети
- Кандія-Ломелліна
- Фрассінето-По
- Сартірана-Ломелліна
- Валле-Ломелліна
- Вальмакка